# Giorgos Donis
Yórgos Dónis (Grec: Γιώργος Δώνης), né le 29 octobre 1969 à Francfort-sur-le-Main en Allemagne, est un footballeur international grec, reconverti entraîneur.

## Biographie

### En club
Yorgos Donis évolue en Grèce et en Angleterre. Il joue principalement avec les clubs du PAS Giannina, du Panathinaïkos, de l'AEK Athènes, et des Blackburn Rovers.
Il est le premier footballeur grec à jouer dans le championnat anglais, avec le club des Blackburn Rovers.
Il dispute 159 matchs en première division grecque, inscrivant 36 buts. Il inscrit neuf buts en championnat lors de la saison 1994-1995, ce qui constitue sa meilleure performance. Il joue également 22 matchs en Premier League anglaise, marquant deux buts.
Au sein des compétitions européennes, il joue 20 matchs en Ligue des champions, six matchs en Coupe de l'UEFA, et huit en Coupe des coupes.
Il inscrit un but en Coupe de l'UEFA en août 1998, contre le club hongrois de Ferencváros. En Coupe des coupes, il marque un but contre l'équipe irlandaise de Shelbourne en septembre 1993.
Il est demi-finaliste de la Ligue des champions en 1996 avec le Panathinaïkos, en étant battu par la Juventus de Turin.

### En équipe nationale
Il reçoit 24 sélections en équipe de Grèce entre 1993 et 1999, inscrivant cinq buts.
Il joue son premier match en équipe nationale le 22 décembre 1991, contre Malte, lors des éliminatoires de l'Euro 1992 (match nul 1-1 à Attard). Il inscrit son premier but le 25 mars 1992, contre Chypre (victoire 1-3 à Limassol).
Il marque à nouveau un autre but contre Chypre en septembre 1992 (défaite 2-3 à Thessalonique). Il inscrit ensuite deux buts lors des éliminatoires de l'Euro 1996, contre Saint-Marin les îles Féroé, avec à la clé deux larges victoires.
Il inscrit son dernier but le 9 octobre 1996, contre le Danemark, lors des éliminatoires du mondial 1998 (défaite 2-1 à Copenhague). Il joue son dernier match le 19 août 1997 contre Chypre (victoire 2-1 à Héraklion).

### Carrière d'entraîneur
Après avoir raccroché les crampons, il entraîne plusieurs clubs grecs, notamment l'AEL Larissa et l'Atromitos FC. Il officie ensuite à Chypre, en Arabie saoudite, et aux Émirats arabes unis.

## Palmarès

### Joueur
- Champion de Grèce en 1994 et 1996 avec le Panathinaïkos
- Vainqueur de la Coupe de Grèce en 1993, 1994 et 1995 avec le Panathinaïkos
- Vainqueur de la Supercoupe de Grèce en 1993 et 1994 avec le Panathinaïkos

### Entraîneur
- Vainqueur de la Coupe de Grèce en 2007 avec l'AEL Larissa
- Finaliste de la Coupe de Grèce en 2011 et 2012 avec Atromitos
- Champion de Grèce de D2 (Bêta Ethnikí) en 2005 avec l'AEL Larissa
- Champion de Grèce de D3 (Gamma Ethnikí) en 2004 avec Ilisiakos
- Champion de Grèce de D4 (Delta Ethnikí) en 2003 avec Ilisiakos
- Champion de Chypre en 2014 avec l'APOEL Nicosie
- Vainqueur de la Coupe de Chypre en 2014 avec l'APOEL Nicosie
- Vainqueur de la Coupe du Roi des champions d'Arabie saoudite en 2015 avec Al-Hilal
- Vainqueur de la Supercoupe d'Arabie saoudite en 2015 avec Al-Hilal
- Vainqueur de la Coupe d'Arabie saoudite en 2016 avec Al-Hilal